# Canthon podagricus
Canthon podagricus е вид бръмбар от семейство Листороги бръмбари (Scarabaeidae). Видът не е застрашен от изчезване.

## Разпространение
Разпространен е в Аржентина (Мисионес, Санта Фе и Чако), Бразилия (Парана, Рио Гранди до Сул и Санта Катарина), Парагвай и Уругвай.